# Arciera rufescens
Arciera rufescens är en fjärilsart som beskrevs av Sergius G. Kiriakoff 1962. Arciera rufescens ingår i släktet Arciera och familjen tandspinnare. Inga underarter finns listade i Catalogue of Life.